# U.S. Inveruno
Unione Sportiva Inveruno là một câu lạc bộ bóng đá Ý có trụ sở tại Inveruno, Lombardy. Hiện tại đội chơi ở Serie D của Ý.

## Lịch sử

### Thành lập
Câu lạc bộ được thành lập vào năm 1945.

### Serie D
Trong mùa giải 2012-13 đội đã được thăng hạng sau 50 năm, từ Eccellenza Lombardy / A đến Serie D

## Màu sắc và huy hiệu
Màu sắc của đội là vàng và xanh dương.

## Danh dự
- Eccellenza:
  - Vô địch (1): 2012-13